# Letiště Sumburgh
Letiště Sumburgh (anglicky Sumburgh Airport) (IATA: LSI, ICAO: EGPB) je největší vnitrostátní civilní letiště na Shetlandských ostrovech ve Skotsku ve Spojeném království. Nachází se na jižním výběžku ostrova Mainland u vesnice Sumburgh asi 40 km jižně od Lerwicku, hlavního města souostroví. 
Letiště obsluhuje letecká společnost Loganair (od září 2017 pod značkou Flybe). Z letiště fungují vnitrostátní lety do Aberdeenu, Glasgow, Edinburghu, Inverness a Kirkwallu.